# Saul Perlmutter
Saul Perlmutter (Champaign, Illinois, 22 de setembre del 1959) és un astrofísic jueu nord-americà guardonat, juntament amb Adam Riess i Brian P. Schmidt, com a membres del Supernova Cosmology Project, amb el Premi Nobel de Física el 2011 per haver provat que l'expansió de l'univers s'està accelerant, contràriament al que s'havia cregut fins aleshores.